# Fiescher Gabelhorn
Il Fiescher Gabelhorn (3.876 m s.l.m.) è una montagna delle Alpi Bernesi che si trova nel Canton Vallese.

## Caratteristiche
La montagna è collocata lungo la cresta di montagne che separano il Ghiacciaio dell'Aletsch dal Ghiacciaio di Fiesch e poco a nord del più alto Wannenhorn.